# Skandagupta
Skandagupta (scrierea Gupta: Ska-nda-gu-pta, a domnit c. 455-467) a fost un împărat al Indiei din dinastia Gupta. Inscripția sa de pe pilonul din Bhitari sugerează că el a restabilit puterea Gupta învingându-și dușmanii, care ar fi putut fi rebeli sau invadatori străini. El a respins o invazie a indo-heftaliților (cunoscuți ca huna în India), probabil a kidariților. El pare să fi menținut controlul asupra teritoriului moștenit și, în general, este considerat ultimul dintre marii împărați Gupta. Genealogia dinastiei Gupta de după el este neclară, dar cel mai probabil a fost succedat de Purugupta, care pare să fi fost fratele său vitreg mai mic.